# Gustaf Reinhold Weidenhielm
Gustaf Reinhold Weidenhielm, född 4 mars 1810 på Hägerum i Kristdala socken, död 26 november 1876 i Växjö, var en svensk militär.
Gustaf Reinhold Weidenhielm var son till major Eric Gustaf Weidenhielm och friherrinnan Eleonora Catharina Ehrenstrahl. Han var kadett vid Krigsakademien på Karlberg 1822–1823, blev sergeant vid Vendes artilleriregemente 1825, avlade officersexamen 1826 och blev fänrik vid Smålands grenadjärbataljon samma år. Weidenhielm organiserade en linjeofficersskola i andra militärdistriktet 1835 och var dess föreståndare 1835–1845. Han blev löjtnant 1837, generalstabsofficer 1838, kapten och regementskvartermästare 1847 samt kapten och kompanichef 1851. Weidenhielm blev överstelöjtnant vid Jönköpings regemente 1857 och var 1862–1873 överste och chef för Kronobergs regemente. Han bevistade krigsbefälets sammanträden 1865 och var ledamot av kommittén för utarbetande av förslag till nytt exercisreglemente för infanteriet 1868–1870. Weidenhielm blev 1853 riddare och 1871 kommendör (av första klass) av Svärdsorden samt 1870 kommendör med stort kors av Sankt Olavs orden.